# روي شميت (منافس ألعاب قوى)
روي شميت (بالألمانية: Roy Schmidt)‏ هو منافس ألعاب قوى ألماني، ولد في 30 سبتمبر 1991 في لايبزيغ في ألمانيا.

## وصلات خارجية
- روي شميت على موقع الاتحاد الدولي لألعاب القوى (الإنجليزية)
- روي شميت على موقع الاتحاد الألماني لألعاب القوى (الألمانية)
- روي شميت على موقع اللجنة الأولمبية الألمانية (الألمانية)